# پبی‌بایت
پبی‌بایت یک ضریبی از واحد بایت است که برای مقادیر دیجیتالی اطلاعات استفاده می‌شود. پیشوندهای دودویی پبی به معنی ۲۵۰ می‌باشد در نتیجه یک پبی‌بایت، ۱٬۱۲۵٬۸۹۹٬۹۰۶٬۸۴۲٬۶۲۴ بایت خواهد بود. علامت پبی‌بایت، PiB است.
این واحد توسط کمیسیون الکتروتکنیکی بین‌المللی (آی‌ئی‌سی) ثبت شد و از طرف تمامی سازمان‌های اصلی مورد قبول واقع گردید. پبی‌بایت طراحی شده بود تا جایگزین پتابایت، که در علوم رایانه به معنی ۱۰۱۵ بایت است، شود چرا که با معنی پتا در دستگاه بین‌المللی یکاها مغایرت دارد.

## معنی
۱ پبی‌بایت= ۲۵۰ بایت (۱۰۲۴ تبی‌بایت) = ۱٬۱۲۵٬۸۹۹٬۹۰۶٬۸۴۲٬۶۲۴ بایت
پیشوند پبی یک تک‌واژ چندوجهی می‌باشد که از واژگان پتا (کادریلیون) و باینری (دودویی) مشتق شده است.